# San Rafael Ixtapalucan
San Rafael Ixtapalucan es una comunidad perteneciente al Estado de Puebla, México,  al municipio de Tlahuapan, de población de 5 041 habitantes, enclavada en las faldas del volcán Iztaccíhuatl, a una altura aproximada de 2600 m s. n. m.; sus principales actividades son la agricultura y maquila calcetera.

## Religión
La fiesta patronal de dicha comunidad se celebra el día 24 de octubre en honor a San Rafael Arcángel, aunque también se celebra de forma secundaria el día 24 de febrero, también en honor a San Rafael Arcángel. De población mayoritariamente católica, aunque también hay minorías evangélicas. La iglesia de San Rafael se compone de un templo en donde se puede ver en el altar mayor la imagen tan venerada de San Rafael Arcángel y a los lados los arcángeles Gabriel y Miguel. Se construyó una capilla abierta en el interior del atrio que data de 1990 y que el 6 de julio de 2005 fue consagrada y dedicada a San José María de Yermo y Parres, primer santo de Puebla, dicha celebración fue presidida por el excelentísimo Señor Arzobispo de Puebla , Don Rosendo Huesca y Pacheco (+) y desde algún tiempo hasta la fecha se construye un edificio que se utiliza como casa de evangelización donde actualmente reside el párroco en turno, la cual cuenta con 4 plantas y un puente conecta la iglesia y dicho edificio.

## Clima
Predominantemente templado la mayor parte del año, lluvioso en los meses de junio a septiembre; a partir de octubre comienza la temporada de fríos y heladas, por los efectos de los frentes fríos y nortes que llegan de la parte norte del país.

## Flora y fauna
- Flora: árboles frutales (ciruelo, chabacano, durazno, higo, limón, manzana, nogal, pera, perón tejocote).

- Fauna doméstica: Ganado vacuno, ovino, caprino, porcino, asnal, caballar, aves de corral, perros y gatos.

- Fauna silvestre: ardillas, armadillos, cacomixtle, conejo, coyote, venado cola blanca, murciélago, comadreja (onza), tejón, tlacuache, tuza, zorrillo, lechuza, lagartija, víbora de cascabel, ratonero de cola roja, cenzontle y zopilote.

| Flora y fauna de San Rafael Ixtapalucan |           |                |            |
|                                         |           |                |            |
| Víbora de cascabel                      | Coyote    | Zopilote negro | Cacomixtle |
|                                         |           |                |            |
| Gato montés                             | Armadillo | Cenzontle      | Tlacuache  |

Se estima que en el territorio de San Rafael Ixtapalucan se encuentran tres especies endémicas y amenazadas del estado de Puebla como lo es, el Teporingo, la Codorniz-coluda neovolcánica o Gallina de monte (Dendrortyx macroura) y la víbora de cascabel transvolcánica (Crotalus triseriatus) las cuales son muy importante para el equilibrio del ecosistema.

## Educación
Actualmente cuenta con: 
- Jardín de niños "Marìa Castellan Xochitl")
- Escuela primaria "Domingo Arenas" turno matutino y vespertino
- Secundaria: escuela Telesecundaria "Edmundo Halley"
- Bachillerato General Oficial "Wilfrido Sànchez Sànchez"

## Comunicaciones
San Rafael Ixtapalucan está comunicada por 3 vías carreteras: carretera a San Salvador el Verde, que parte desde la ciudad de San Martín Texmelucan, llega a San Salvador El verde, y sigue 4 km, más adelante, hasta llegar al tramo final de la carretera, que es donde se ubica San Rafael Ixtapalucan;
también se puede llegar por la Autopista México-Puebla, tomando la desviación que se encuentra en el "km 77" y virar hacia la derecha siguiendo la carretera hasta encontrar la población a 4 km de distancia, la última opción es por la carretera federal Mex-Pue pasando Apapaxco encontrar el señalamiento a San Salvador El Verde y seguir hasta 4 km hasta encontrar la población.
La forma de llegar en transporte público es de diversas maneras, de la Ciudad de México se puede llegar a través de la terminal TAPO (terminal de autobuses de pasajeros de oriente) con destino a San Martín Texmelucan, llegando a dicha ciudad tomar la ruta 16 "San Rafael- el Verde" (el servicio es lento y tedioso) en recorrido aproximado de 50 minutos, en taxi el recorrido se reduce a la mitad de tiempo, aunque también se puede llegar desde la Ciudad de México utilizando el servicio México-Puebla-intermedios pagando el servicio hasta la zona denominada "Apapaxco" (pasando el km 75), atravesar el puente peatonal que cruza la autopista México-Puebla, posteriormente tomar la ruta 28 con destino a San Rafael, el trayecto aproximado es de 15 minutos hasta dicha localidad.

## Economía
Madera
La explotación del bosque mediante el ejido ha sido el mayor aporte financiero de las últimas décadas con el cual alguna parte del poblado (sobre todo la autoridad ejidal) se ha visto beneficiado por la derrama económica que la madera ha dejado, por otro lado la poca reforestación ha tenido como resultado la disminución de su materia prima.
Agricultura
Antes de la entrada de la industria calcetera, la agricultura predominaba principalmente maíz, frijol, haba, calabaza, alfalfa, así como árboles frutales como durazno, chabacano, nogal, pera, ciruela.
Maquila Calcetera
La economía local se sostiene por talleres familiares dedicados a la fabricación de calcetín, la mayor parte de la población laboralmente activa trabaja en este ramo empleando la mano de obra local y la de los poblados vecinos, el destino del producto terminado es enviado a mercados tradicionales del área conurbada del estado de México y Distrito Federal.
La competencia desleal de parte del comercio exterior, la introducción de productos de baja calidad de la industria china en el mercado, la introducción de los grandes consorcios con maquinaria moderna y de alta producción ha ocasionado el estancamiento de esta industria local.
Ecoturismo
San Rafael Ixtapalucan tiene una orografía boscosa a las faldas de la montaña, lo que ha sido aprovechado del año 1990 a la fecha por la comunidad que han iniciado proyectos de ecoturismo, como son cabañas, avistamiento de luciérnagas, paseos a caballo, caminata, campismo, miradores. Existiendo varios parques donde se puede realizar estas actividades donde la flora y fauna tienen el sentido de la conservación.

## Historia
El toponímico "Ixtapalucan" significa:
Ixtli: cara o superficie
Tlapalo: quebrado
Ca: en

Ix-tlapalo-ca o Ixtapalucan que quiere decir “En la superficie quebrada” o “lugar que tiene hendiduras” esto debido a lo irregular de su territorio situado a las faldas del Iztaccíhuatl'

Hay algunos documentos que datan del año 1538 (siglo XVI) en los cuales está escrito, que un representante del señor Virrey de la Nueva España, el cual se dice vino a darles posesión de sus tierras, también está escrito que hubo un intérprete llamado Lucas Peréz Maldonado entre los naturales y el representante del Virrey en ese entonces llamaron al pueblo San Rafael del Monte; el pueblo lo formaban unas cuantas casas de tapia (es decir tierra) y techados con tejamanil (madera y zacatón) su lengua predominante era el Nahuatl.
Antes de la Revolución Mexicana San Rafael Ixtapalucan fue una comunidad con ideales zapatista, por lo que el gobierno de Carranza oprimió todo tipo movimiento, Ante este hecho parte del territorio que le corresponde a San Rafael era propiedad de la Hacienda asentada en el ojo de agua, donde la Viuda hacendada, por su salud y al retirarse a España ante los conflictos internos de México otorgó al pueblo de San Rafael los títulos de propiedad de todos sus bienes inmuebles, que son los que actualmente delimitan a esta comunidad.
Con la llegada de la Revolución Mexicana, el General Domingo Arenas llegó a la región de los volcanes proveniente del Movimiento Revolucionario Tlaxcalteca. Para Domingo Arenas la militancia con Emiliano Zapata o con Venustiano Carranza era secundaria, lo guiaban la vocación de resolver la problemática agraria de la región.
En el reparto agrario se dieron tierras de labor y monte de la Hacienda San Miguel Molino y Río Frío para los campesinos de San Rafael Ixtapalucan. Parte del documento del reparto agrario dice lo siguiente:

En el pueblo de San Rafael Ixtapalucan, perteneciente a la Municipalidad de Tlahuapan, del distrito de Huejotzingo, y del estado de Puebla, a los treinta días del mes de Marzo de mil novecientos quince, y a horas que son las diez de la mañana, presentes todos los vecinos de este lugar, previo llamamiento que les hizo el ciudadano General Domingo Arenas, Jefe de brigada del mismo nombre del Ejercito Convencionalista, con objeto de esclarecer la situación agraria del mismo pueblo, la comisión respectiva presento al mismo Jefe Revolucionario copia de sus títulos, sacada fielmente del original que obra en el Archivo General y Publico de la Nación, en cuya copia se baso el citado General Domingo Arenas, para cumplimentar lo prevenido en el artículo 6°, del Plan de Ayala, restituyendo al pueblo de San Rafael Ixtapalucan, los terrenos de que fue despojado por los hacendados de San Miguel Molino primero y más tarde por el de Río Frió, quedando nuevamente en posesión, desde hoy y para siempre de los terrenos ya citados…

Esta restitución provisional por el General Arenas,  queda hecho de acuerdo con los títulos que el Virrey Don Antonio de Mendoza, hizo el ocho de Julio de mil quinientos cuarenta y siete a favor de este pueblo.
El General Arenas exigió a los presentes para que sepan conservar siempre en su poder o en el de sus hijos, la propiedad de terrenos que con esta fecha se les devuelve...
.